# Artilerijska brigada 1. proletarske divizije (NOVJ)
Artilerijska brigada 1. proletarske divizije (srbohrvaško Artiljerijska brigada 1. proleterske divizije) je bila brigada v sestavi Narodnoosvobodilne vojske in partizanskih odredov Jugoslavije in ki je delovala med drugo svetovno vojno na področju Kraljevine Jugoslavije.

## Organizacija
- štab
- 4x divizion